# Liste der Biografien/Balk
Liste der Biografien |
Portal Biografien |
Personensuche
# |
A |
B |
C |
D |
E |
F |
G |
H |
I |
J |
K |
L |
M |
N |
O |
P |
Q |
R |
S |
T |
U |
V |
W |
X |
Y |
Z |
?
 
Ba |
Be |
Bd |
Bg |
Bh |
Bi |
Bj |
Bl |
Bm |
Bn |
Bo |
Br |
Bs |
Bu |
Bw |
By |
Bz
 
Baa |
Bab |
Bac |
Bad |
Bae |
Baf |
Bag |
Bah |
Bai |
Baj |
Bak |
Bal |
Bam |
Ban |
Bao |
Bap |
Baq |
Bar |
Bas |
Bat |
Bau |
Bav |
Baw |
Bax–Baz
 
Bala |
Balb |
Balc |
Bald |
Bale |
Balf |
Balg |
Balh |
Bali |
Balj |
Balk |
Ball |
Balm |
Baln |
Balo |
Balp |
Balq |
Bals |
Balt |
Balu |
Balv |
Balw |
Baly |
Balz
Die Liste der Biografien führt alle Personen auf, die in der deutschsprachigen Wikipedia einen Artikel haben. Dieses ist eine Teilliste mit 81 Einträgen von Personen, deren Namen mit den Buchstaben „Balk“ beginnt.

## Balk
- Balk, Claudia (* 1955), deutsche Theaterwissenschaftlerin
- Balk, Daniel Georg (1764–1826), deutscher Mediziner
- Balk, Fairuza (* 1974), US-amerikanische FilmschauspielerinFairuza Balk (* 1974)
- Balk, Hans, deutscher Schwimmer

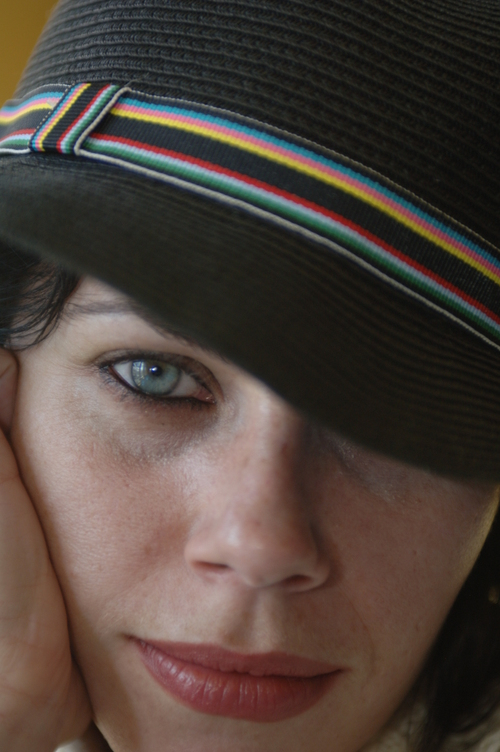
Fairuza Balk (* 1974)

- Balk, Henryk (1901–1941), polnischer Lyriker und Literaturkritiker
- Balk, Hermann von († 1239), Ritter des Deutschen Ordens, Deutschmeister, Landmeister von Preußen und von Livland
- Balk, Jordi (* 1994), niederländischer Fußballspieler
- Balk, Justin (* 1972), deutscher Musiker
- Balk, Jutta (1902–1987), deutsche Malerin, Puppengestalterin und Mitbegründerin des städtischen Puppentheaters Magdeburg
- Balk, Klaas (* 1948), niederländischer Bahnradsportler
- Balk, Lars (* 1996), niederländischer Hockeyspieler
- Balk, Margarete (1896–1974), deutsche Lehrerin und Politikerin (CSU), MdL (Bayern)
- Balk, Norman (1894–1975), deutscher Schriftsteller und Skandinavist
- Balk, Theodor (1900–1974), jüdischer Schriftsteller
- Balk, Wolfgang (* 1949), deutscher Verleger

### Balka
- Balka, Angela (1875–1904), österreichische Missionsschwester und Märtyrin
- Bałka, Mirosław (* 1958), polnischer Bildhauer und Videokünstler
- Balkan, Arzu (* 1972), türkische Schauspielerin und Synchronsprecherin
- Balkan, Onur (* 1996), türkischer Radsportler
- Balkan, Orkan (* 1987), türkischer Fußballspieler
- Balkan, Tolga Flim Flam (* 1963), deutscher DJ und Remixer
- Balkanlı, Sedat (1965–2009), türkischer Fußballspieler
- Balkanska, Mimi (1902–1984), bulgarische Operetten- und Opernsängerin (Sopran)
- Balkanska, Walja (* 1942), bulgarische Folkloresängerin
- Balkanski, Nenko (1907–1977), bulgarischer Maler
- Balkany, Patrick (* 1948), französischer Politiker
- Balkanyi-Guery, Zsolt (* 1975), Schweizer Historiker mit dem Schwerpunkt Jüdische Geschichte
- Balkåsen, Fredrik (* 1989), schwedischer Skispringer
- Balkåsen, Per (* 1955), schwedischer Skispringer
- Balkausky, Axel (* 1962), deutscher SportjournalistAxel Balkausky (* 1962)

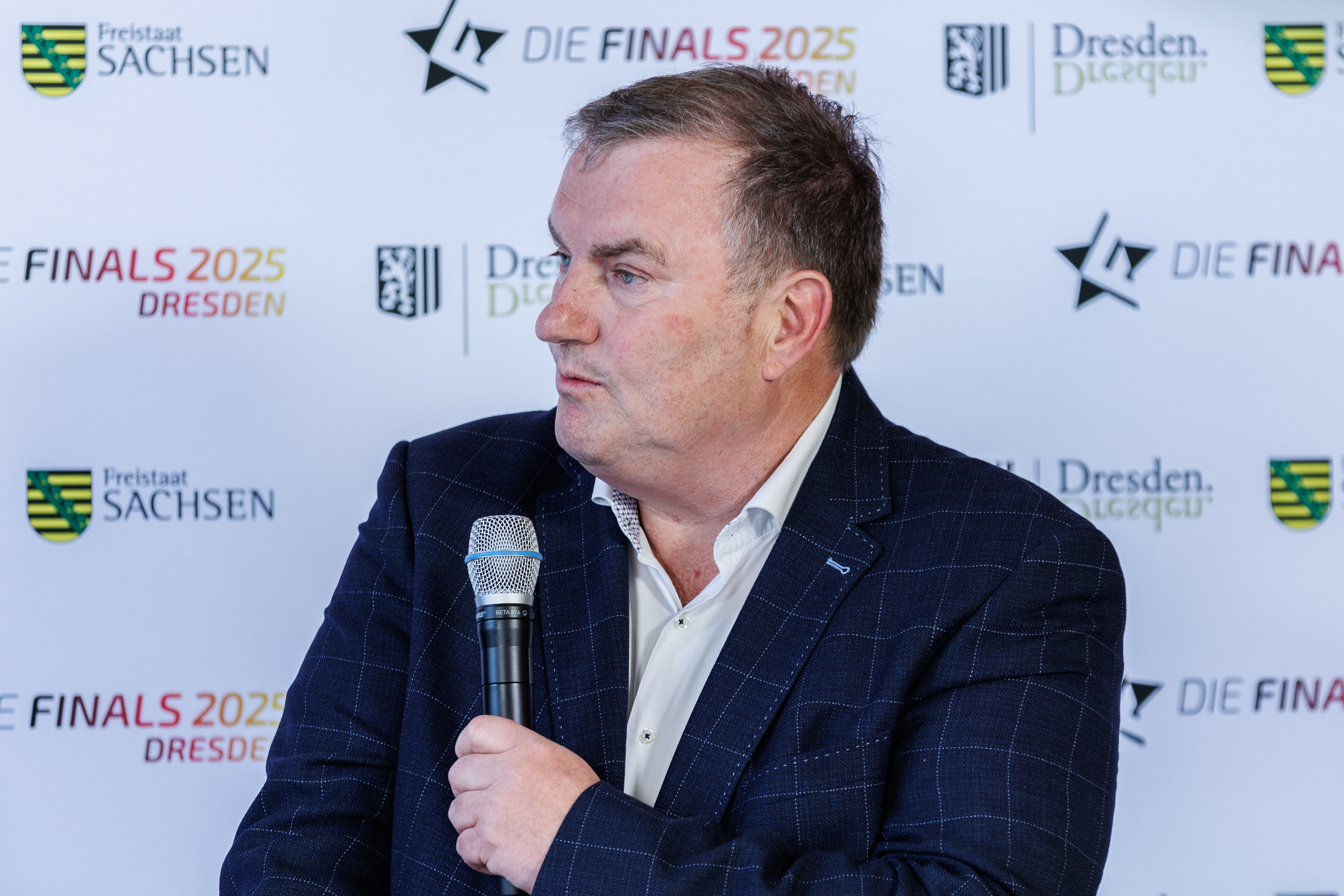
Axel Balkausky (* 1962)

### Balke
- Balke, Bärbel (* 1947), deutsche Schriftstellerin
- Balke, Birgit (* 1957), deutsche Tischtennisspielerin
- Balke, Bruno (1907–1999), US-amerikanischer Physiologe und Hochschullehrer deutscher Herkunft
- Balke, Erik (* 1953), norwegischer Jazzmusiker (Saxophone)
- Balke, Franz-Josef (* 1939), deutscher Politiker (CDU), MdL
- Balke, Friedrich (* 1961), deutscher Philosoph, Kultur- und Medienwissenschaftler
- Balke, Georgia, deutsche Popsängerin
- Balke, Helmut (* 1949), deutscher Fußballspieler
- Balke, Herbert, deutscher Ingenieur und Hochschullehrer auf dem Gebiet der Technischen Mechanik
- Balke, Ina (* 1937), deutsches Fotomodell
- Balke, Jasper (* 1997), deutscher Politiker (Bündnis 90/Die Grünen)
- Balke, Joachim (1917–1944), deutscher Schwimmer
- Balke, Jon (* 1955), norwegischer Jazz-Pianist
- Balke, Jörg (1936–2012), deutscher Leichtathlet
- Balke, Klaus (1929–2022), deutscher Maler, Bildhauer und Medailleur
- Balke, Michael (* 1979), deutscher Dirigent
- Balke, Peder (1804–1887), norwegischer Landschaftsmaler und sozialpolitischer Aktivist
- Balke, Siegfried (1902–1984), deutscher Politiker (CSU), MdBSiegfried Balke (1902–1984)

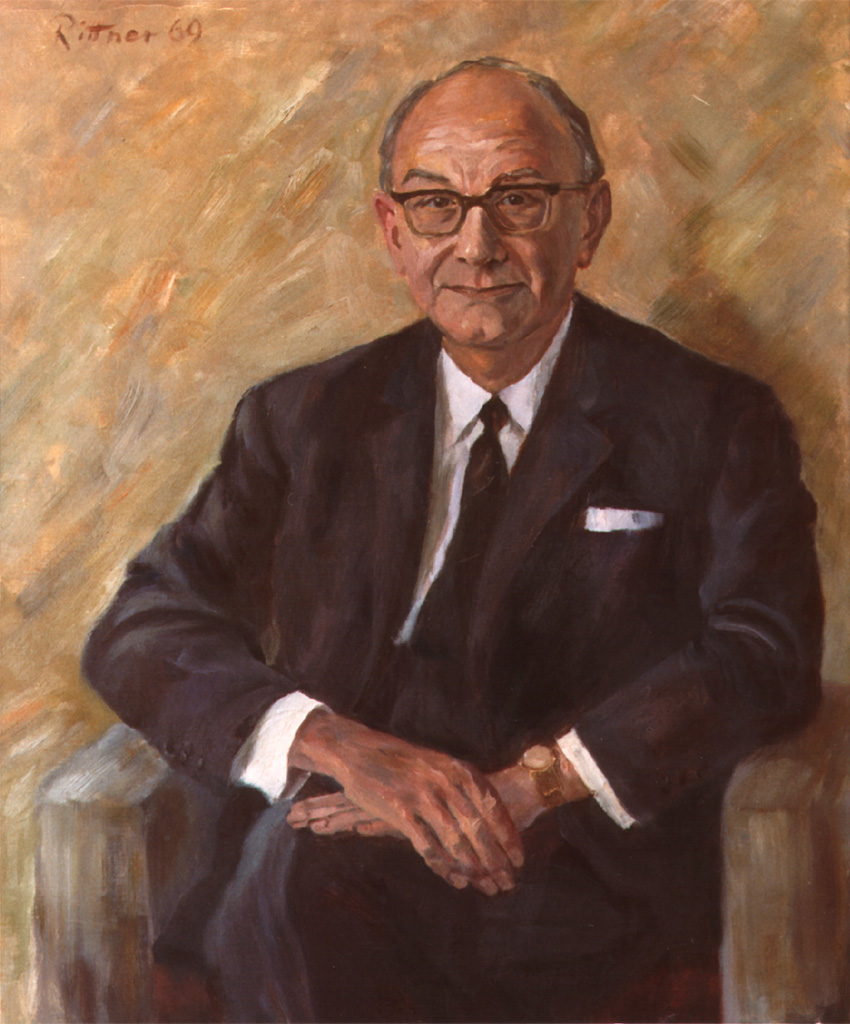
Siegfried Balke (1902–1984)

- Balke, Victor Hermann (* 1931), US-amerikanischer Geistlicher, emeritierter Bischof von Crookston
- Balken, Richard (1914–1995), deutscher Diplomat
- Balkenende, Jan Peter (* 1956), niederländischer Politiker (CDA, Ministerpräsident 2002–2010)
- Balkenhol, Anabel (* 1972), deutsche Dressurreiterin
- Balkenhol, Bernhard (1914–2004), deutscher Politiker (CDU), MdB
- Balkenhol, Bernhard (* 1951), deutscher Maler, Grafiker, Zeichner, Performancekünstler, Kurator und Hochschullehrer
- Balkenhol, Jupp (1929–2018), deutscher Lehrer und Autor
- Balkenhol, Klaus (* 1939), deutscher Dressurreiter und -trainer
- Balkenhol, Stephan (* 1957), deutscher BildhauerStephan Balkenhol (* 1957)

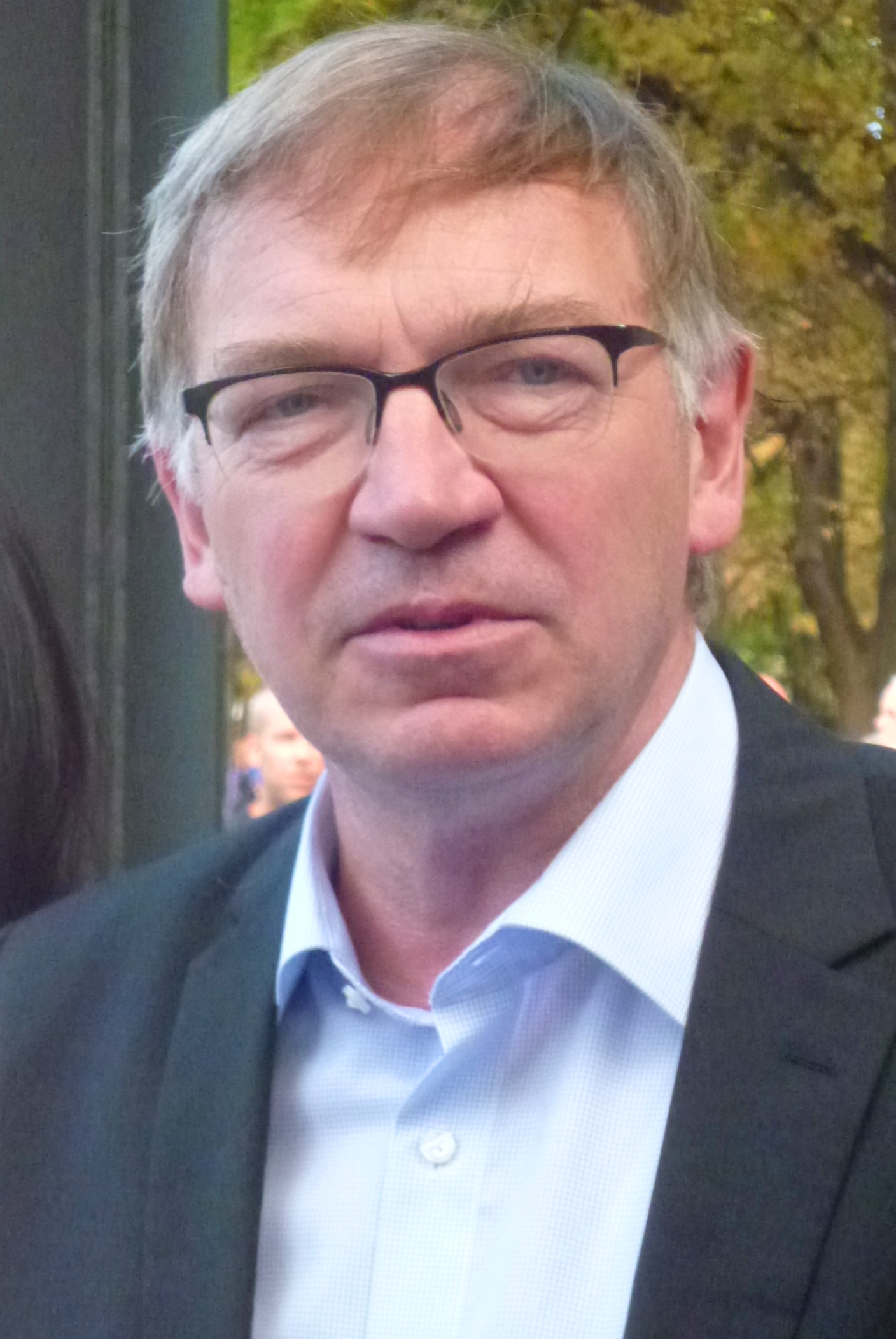
Stephan Balkenhol (* 1957)

- Balkenhol, Thomas (* 1950), deutscher Filmeditor, Autor, Filmregisseur und Filmproduzent
- Balkenohl, Manfred (* 1936), deutscher Theologe und Hochschullehrer
- Balkestein, Luuk (* 1954), niederländischer Fußballspieler
- Balkestein, Marcel (* 1981), niederländischer Hockeyspieler

### Balkh
- Balkhaajav, Tserenpiliin (* 1928), mongolischer Politiker
- Balkhausen, Dieter (1937–2018), deutscher Journalist und Buchautor
- Balkhī, Abū Shakūr (* 915), persischer Dichter
- Balkhi, Chiwi al-, jüdischer Bibelkritiker

### Balki
- Balkimi, Anwar al-, ägyptischer Politiker (Partei des Lichts)
- Balkin, Karen (* 1949), US-amerikanische Schauspielerin

### Balkm
- Balkman, Renaldo (* 1984), US-amerikanisch-puerto-ricanischer Basketballspieler

### Balko
- Balko, Claudia (* 1962), deutsche Schauspielerin
- Balkom, Patrick van (* 1974), niederländischer Sprinter
- Balkonultra, deutscher Partyschlagersänger
- Balkovec, Jure (* 1994), slowenischer Fußballspieler
- Balkow, Dominik (* 1988), deutscher Musikvideo- und Film-Regisseur
- Balkow, Egon (1923–2012), deutscher Politiker (SDP), MdBB
- Balkow, Julius (1909–1973), deutscher SED-Funktionär, MdV, Minister für Außenhandel und Innerdeutschen Handel der DDR
- Balkow, Karoline (1794–1872), deutsche Schriftstellerin
- Balkow, Natalie (* 1968), deutsche Schriftstellerin
- Balkow-Gölitzer, Harry (1949–2018), deutscher Rundfunkmoderator, Texter von Rocktexten und Sachbuchautor

### Balks
- Balks, Rudolf (1901–1971), deutscher Agrikulturchemiker

### Balkt
- Balkt, H. H. ter (1938–2015), niederländischer Schriftsteller

### Balkw
- Balkwill, Lindsey, britische Bildhauerin und Entwerferin von Schaufensterpuppen